# Broke with Expensive Taste
Broke with Expensive Taste – pierwszy album studyjny raperki Azealii Banks, wydany w listopadzie 2014 roku.
Artystka zaczęła pracować nad płytą jeszcze w 2011, pomimo braku kontraktu z wytwórnią muzyczną. Wkrótce została zauważona przez reprezentantów Interscope/Polydor, którzy pomogli jej w produkcji albumu. Banks była jednak niezadowolona z ich decyzji wobec jej twórczości i zakończyła kontrakt w lipcu 2014 roku. Po dwuletnim przesunięciu daty wydania, krążek ukazał się w listopadzie 2014 bez żadnego uprzedzenia pod nadzorem wytwórni Prospect Park.
Album był promowany przez cztery single: „Yung Rapunxel”, „Heavy Metal and Reflective”, „Chasing Time” i „Ice Princess”. Nagrano także dodatkowe teledyski do „Wallace” oraz „Luxury".

## Lista utworów
| Nr  | Tytuł utworu                         | Słowa                                                                                               | Muzyka                      | Długość |
| --- | ------------------------------------ | --------------------------------------------------------------------------------------------------- | --------------------------- | ------- |
| 1.  | „Idle Delilah”                       | Azealia Banks, David Kennedy, Harvey Mason Jr., Kevin James                                         | Pearson Sound               | 4:32    |
| 2.  | „Gimme A Chance”                     | Banks, James, Mason, Jr, Enon, Oskar Cartaya                                                        | Enon, Oskar Cartaya         | 3:54    |
| 3.  | „Desperado”                          | Banks, James, Mason, Jr, M. J. Cole                                                                 | M. J. Cole                  | 3:57    |
| 4.  | „JFK” (gościnnie: Theophilus London) | Banks, London, James, Alexander Green                                                               | Boddika                     | 5:00    |
| 5.  | „212” (gościnnie: Lazy Jay)          | Banks, Jef Martens                                                                                  | Lazy Jay                    | 3:25    |
| 6.  | „Wallace”                            | Banks, James, Filip Nikolic, Trevor McFedries                                                       | Yung Skeeter, Filip Nikolic | 3:51    |
| 7.  | „Heavy Metal and Reflective”         | Banks, James Strife, Julian Wodsworth                                                               | Lil Internet                | 2:37    |
| 8.  | „BBD”                                | Banks, James, Jonathan Harris                                                                       | Apple Juice Kid, Sup Doodle | 3:18    |
| 9.  | „Ice Princess”                       | Banks, James, Harris                                                                                | AraabMuzik                  | 3:43    |
| 10. | „Yung Rapunxel”                      | Banks, James, Premro Smith, Chadron Moore                                                           | Lil Internet                | 4:00    |
| 11. | „Soda”                               | Banks, SCNTST, Jack Fuller                                                                          | SCNTST                      | 3:43    |
| 12. | „Chasing Time”                       | Banks, Harris, Warren "Oak" Felder, Ronnie Colson, Steve Mostyn, Andrew "Pop" Wansel, Kelly Sheehan | Pop Wansel                  | 3:30    |
| 13. | „Luxury”                             | Banks, Travis Stewart                                                                               | Machinedrum                 | 2:48    |
| 14. | „Nude Beach a-Go-Go”                 | Banks, Mason, Jr, Ariel Rosenberg, Kim Fowley                                                       | Ariel Pink                  | 2:20    |
| 15. | „Miss Amor”                          | Banks, James, Fuller                                                                                | Lone                        | 4:28    |
| 16. | „Miss Camaraderie”                   | Banks, Fuller, Cutler                                                                               | Lone                        | 5:09    |
|     |                                      | |                             | 1:00:15 |

| Japońska edycja specjalna | Japońska edycja specjalna | Japońska edycja specjalna |
| Nr                        | Tytuł utworu              | Długość                   |
| ------------------------- | ------------------------- | ------------------------- |